# Астинг
Астинг (фр. Hastingues) насеље је и општина у југозападној Француској у региону Аквитанија, у департману Ланд која припада префектури Дакс.
По подацима из 2011. године у општини је живело 622 становника, а густина насељености је износила 42,78 становника/km². Општина се простире на површини од 14,54 km². Налази се на средњој надморској висини од 44 метара (максималној 84 m, а минималној 0 m).

## Демографија
| 1962. | 1968. | 1975. | 1982. | 1990. | 1999. | 2011. |
| ----- | ----- | ----- | ----- | ----- | ----- | ----- |
| 385   | 401   | 408   | 447   | 472   | 447   | 622   |

График промене броја становника у току последњих година